# Měcholupy (Ústí nad Labem)
Měcholupy é uma comuna checa localizada na região de Ústí nad Labem, distrito de Louny.